# محلات

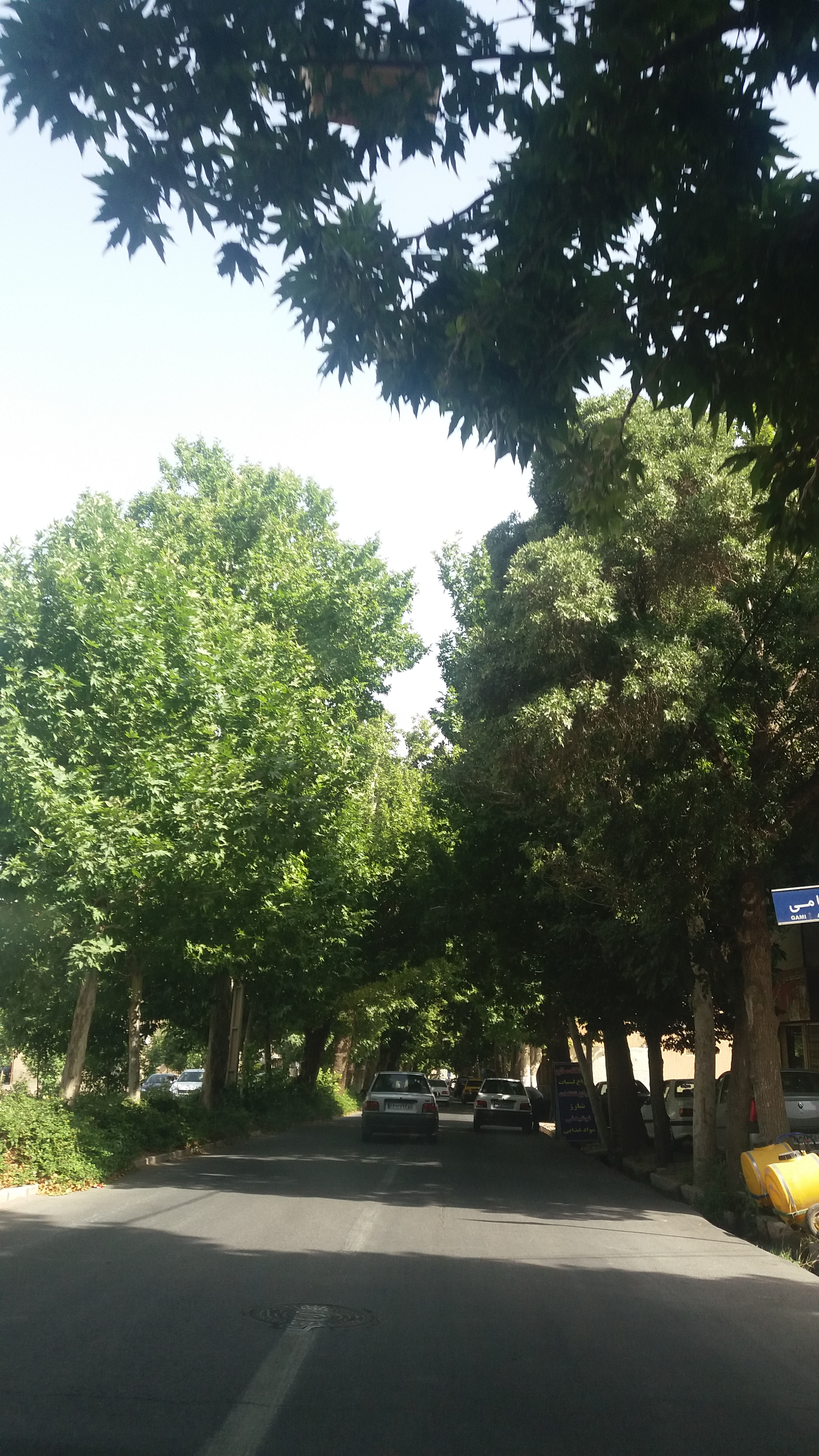
شارع في محلات - 2016

مَحَلّات هي مدينة إيرانية تقع في محافظة مركزي في وسط إيران، وتقع على بعد 242 كيلومتر بإتجاه جنوب الغرب عن طهران، المدن المجاورة لمحلات هي: قم وآشتيان من جهة الشمال، وأصفهان وگلپايگان من جهة الجنوب، وآراك وخمين من جهة الغرب.

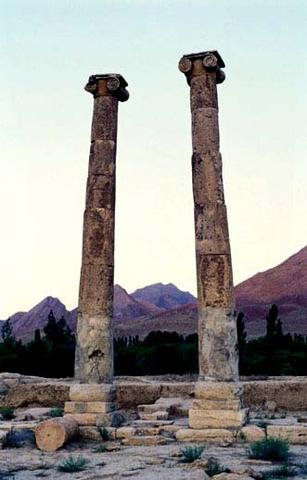
موقع أثري في محلات.

## أعلام
- إسماعيل المحلاتي
- آغا خان الثاني